# Wilhelm Schaup
Wilhelm Schaup (* 4. April 1838 in Wien; † 28. November 1899 ebenda) war Brauereibesitzer, Gutsbesitzer und Abgeordneter zum Österreichischen Abgeordnetenhaus.

## Leben
Wilhelm Schaup war Sohn des Bankiers und Gutsbesitzers Franz Schaup († 1871). Er besuchte von 1848 bis 1855 das Akademische Gymnasium in Wien und studierte von 1855 bis 1859 Rechtswissenschaft an der Universität Wien, wo er im Jahr 1860 zum Dr. iur. promovierte.  Ab 1864 übernahm er die Leitung der Brauerei Zipf in der Gemeinde Neukirchen an der Vöckla, die er zur größten Brauerei Oberösterreichs ausbauen ließ. Ab 1871 war er auch Besitzer der Güter Frankenburg und Frein in der Gemeinde Frankenburg. Er starb am 28. November 1899 an einer Nierenentzündung.
Wilhelm Schaup war von 1868 bis zum 18. April 1877 Mitglied im Oberösterreichischen Landtag (II., III., IV. und V. Wahlperiode). In der II. und III. Wahlperiode war er Abgeordneter des Großgrundbesitzes, in der IV. und V. Wahlperiode war er Abgeordneter der Handels- und Gewerbekammer. Von 1865 bis 1871 war er auch Bürgermeister von Neukirchen an der Vöckla. Er war Ehrenbürger von Neukirchen an der Vöckla und von Frankenburg.
Er war römisch-katholisch und ab 1862 mit Amalie Burger († 1895) verheiratet, mit der er drei Töchter und zwei Söhne hatte, wobei ein Sohn schon 1885 verstorben ist.

## Politische Funktionen
Wilhelm Schaup war mit einer kurzen Unterbrechung vom 15. September 1870 bis zum 23. November 1893 Abgeordneter des Abgeordnetenhauses im Reichsrat (III., IV., V., VI., VII. und VIII. Legislaturperiode) und war dort in der III. Legislaturperiode für die Kurie Großgrundbesitz und ab der IV. Legislaturperiode für die Kurie Handels- und Gewerbekammer Linz zuständig. Während der VI. Legislaturperiode trat er am 18. März 1884 zurück, wurde aber schon am 8. Mai 1884 wiedergewählt. Am 23. November 1893 trat er aus Gesundheitsgründen zurück.

## Klubmitgliedschaften
Wilhelm Schaup war ab dem 17. Januar 1872 im Klub der Verfassungspartei, ab 1873 im Klub der Linken und ab dem 24. November 1876 für drei Tage fraktionslos. Ab dem 27. November 1876 war er im Fortschrittsklub, ab 1879 im Klub der Vereinigten Fortschrittspartei und ab dem 27. Februar 1880 wieder fraktionslos. Ab dem 19. November 1881 war er bei den Vereinigten Linken, ab 1885 im Deutschösterreichischen Klub und ab dem 6. November 1888 bei den Vereinigten Deutschen Linken.